# Alçay-Alçabéhéty-Sunharette
Alçay-Alçabéhéty-Sunharette (en euskera: Altzai-Altzabeheti-Zunharreta) es una localidad y comuna francesa, situada en el departamento de Pirineos Atlánticos, en la región de Aquitania, en el territorio histórico del País Vasco francés de Sola.

## Heráldica
En campo de azur, una colmena de oro, acompañada de abejas de oro, y un lobo de plata pasante al pie de la colmena.

## Historia
La historia del municipio de Alçay-Alçabéhéty-Sunharette, situado en el departamento de Pirineos Atlánticos, tiene sus raíces en la reorganización administrativa que tuvo lugar en la primera mitad del siglo XIX en Francia. Originalmente, Sunharette fue la capital de un cantón dentro del distrito de Mauléon, una de las zonas administrativas que conforman el País Vasco francés, o Zuberoa (también conocido como Sola), una de las siete provincias tradicionales vascas.

### 1. Contexto histórico
A finales del siglo XVIII y principios del XIX, Francia vivió una serie de reformas administrativas que reorganizaron sus territorios, dividiéndolos en distritos y cantones. Sunharette, en ese momento, era la capital de un cantón que incluía los municipios de Alçay, Alçabéhéty, Camou-Cihigue, Etchebar, Lacarry-Arhan-Charritte-de-Haut, Lichans-Sunhar, y Ossas-Suhare.
Estas pequeñas comunidades rurales, profundamente influenciadas por su cultura vasca, mantenían una organización autónoma en las áreas montañosas de los Pirineos. No obstante, la región formaba parte de la estructura política y administrativa de Francia, lo que significa que también era susceptible a las reformas centralizadas del gobierno francés.

### 2. Fusión de municipios (1831)
El 29 de enero de 1831, como parte de un proceso para simplificar la administración y mejorar la eficiencia en las regiones rurales, los municipios de Alçay, Alçabéhéty y Sunharette se fusionaron en un único municipio que pasó a llamarse Alçay-Alçabéhéty-Sunharette. Esta consolidación permitió una administración más centralizada y eficiente en una región donde la densidad de población era baja y donde los pequeños pueblos dependían de la agricultura y el pastoreo como principales fuentes de sustento.
La unión de estos tres municipios preservó las tradiciones locales, pero con una estructura administrativa única que facilitaba el manejo de los recursos y la toma de decisiones a nivel local, lo que se alineaba con las políticas estatales francesas de la época.

### 3. Desarrollo cultural y socioeconómico
Esta zona del País Vasco francés ha tenido una fuerte identidad cultural vasca, a pesar de las reformas administrativas impuestas por el Estado francés. Aunque el idioma oficial es el francés, el euskera ha sido parte fundamental de la vida cotidiana de los habitantes de la región. A lo largo de los siglos, esta zona ha mantenido sus costumbres, dialectos y una estrecha relación con las demás provincias del País Vasco, tanto en Francia como en España.
El nuevo municipio mantuvo una economía basada principalmente en la agricultura de subsistencia, el pastoreo, y en una estructura de vida rural muy ligada a las montañas que lo rodean. Durante siglos, las actividades económicas clave en el área fueron el cultivo de cereales y la ganadería, particularmente de ovejas para la producción de queso.

### 4. Significado de la reorganización administrativa
La fusión de los municipios en 1831 no fue un evento aislado. Formaba parte de un esfuerzo del gobierno central para organizar de manera más efectiva los pequeños municipios rurales en todo el país. Muchas zonas montañosas como la Zuberoa enfrentaban desafíos de comunicación y acceso a recursos, lo que hacía que la gestión de servicios y la recaudación de impuestos fuera complicada. Al unir los tres municipios, se facilitó la administración y el gobierno local tuvo más herramientas para gestionar las infraestructuras y servicios.
Alçay-Alçabéhéty-Sunharette continuó siendo un pequeño municipio dentro de una región marcada por su aislamiento geográfico, pero su importancia histórica y cultural ha perdurado a lo largo del tiempo. La región sigue siendo parte del territorio histórico de Sola, una zona que conserva sus costumbres y su conexión con la lengua vasca.

### 5. Evolución en la modernidad
En la actualidad, Alçay-Alçabéhéty-Sunharette sigue siendo un municipio que, aunque ha modernizado sus infraestructuras, permanece en gran parte rural. Sus habitantes aún están profundamente conectados con la tierra y las tradiciones agrícolas de la zona. El municipio, como muchas otras áreas de Zuberoa, ha experimentado despoblación, una tendencia común en las zonas rurales de Francia.
Sin embargo, el interés por mantener viva la cultura y el idioma euskera ha llevado a la creación de programas para preservar el patrimonio cultural y revitalizar el uso de la lengua. El turismo rural ha empezado a jugar un papel más importante en la economía local, con los visitantes interesados en el patrimonio histórico y la belleza natural de los Pirineos.
La fusión de los municipios de Alçay, Alçabéhéty y Sunharette en 1831 fue un hito en la historia administrativa de la región, alineado con los esfuerzos centralizadores del gobierno francés de la época. Este evento permitió mejorar la gestión local en una zona de baja densidad de población, al tiempo que preservaba las tradiciones culturales vascas que caracterizan a esta parte de Zuberoa. Hoy, el municipio es un reflejo de la rica historia vasca, manteniendo una estrecha conexión con sus raíces mientras se enfrenta a los desafíos de la modernidad.

## Demografía
| Gráfica de evolución demográfica de Alçay-Alçabéhéty-Sunharette entre 1800 y 2012 |
|                                                                                   |

El resultado del año 1800 es la suma final de todos los datos parciales obtenidos antes de la creación de la comuna (1833).
Fuentes: Ldh/EHESS/Cassini e INSEE.

## Economía
La principal actividad es la agrícola (ganadería y pastos).